# Diane Arbus
Diane Arbus (Nova York, 14 de març de 1923 - Greenwich (Nova York), 26 de juliol de 1971), nascuda amb el nom de Diane Nemerov, va ser una fotògrafa estatunidenca. Fou coneguda per fotografiar persones d’aspecte poc convencional i socialment rebutjades, anomenades freaks. La seva obra ha estat reconeguda per institucions com la Bienal de Venècia i el MoMA.

## Biografia
Va néixer en una família jueva de Nova York. Era germana de Howard Nemerov i filla de David Nemerov, un jueu polonès que inicià un negoci de moda. Als 14 anys va començar la seva relació amb Allan Arbus, amb qui es va casar als 18 anys i del qual va aprendre sobre fotografia.
Durant els anys 40, el matrimoni es dedicà a fer fotografies per a diverses revistes de moda com Esquire, Vogue i Harper’s Bazaar. A mitjans dels anys 50 es va divorciar d'Allan Arbus.
El juliol de 1960, la revista Esquire va publicar les fotografies d’Arbus per primer cop, i en aquesta dècada començà l'etapa més productiva de la seva carrera. Ella veia el món de la moda molt artificial, de manera que va decidir començar a fotografiar als carrers. Va recórrer els barris marginals de Nova York per seleccionar els personatges que retrataria, entre els quals hi havia persones d’aspecte poc convencional i marginades de la societat com ara nans, nudistes, prostitutes i travestis. Va ser aleshores quan començà a ser coneguda com la fotògrafa dels freaks.
Quan va començar a publicar les seves pròpies obres, va ser reconeguda ràpidament, obtenint dues beques pel seu treball Rites americans, maneres i costums per part de la Fundació Guggenheim. En 1967 va fer l'exposició «New Documents», on mostrà trenta fotografies que la van donar a conèixer al públic general. Va continuar treballant per a revistes importants retratant a celebritats com Norman Mailer, Mae West i Jorge Luis Borges.
El 1971, després d'una llarga depressió, Diane Arbus se suïcidà. Un any més tard el seu treball fou seleccionat per participar a la Biennal de Venècia, sent la primera fotògrafa nord-americana a ser seleccionada. El MoMA a Nova York va organitzar el 1972 la seva primera gran retrospectiva amb un total de 112 fotografies.

## Mort
Diane Arbus va partir trastorns mentals, emocionals i episodis depressius, els quals potser van empitjorar degut a una hepatitis. El 26 de juliol de 1971, vivint a la Westbeth Artists Community a Nova York, se suïcidà per una sobredosi amb 48 anys.

## La seva obra
Diane Arbus va abandonar la fotografia de models elegants de les revistes de moda decidint decantar-se per persones marginals, excèntriques i diferents per ser retratades, com ara bessons, malalts mentals, gegants, prostitutes, travestis, etc. Les persones que apareixien a les seves fotografies miraven directament a la càmera, aconseguint que el flaix revelés amb nitidesa els seus trets més característics. D’aquesta manera, Arbus aconseguia que l'espectador no s'identifiqués amb els retratats, que podia provocar por, vergonya i incomoditat.
La fotografia d’Arbus té la intenció de mostrar una realitat i rebel·lar-se contra tot allò convencional i ‘segur’ per a la societat. A les seves imatges també apareixien persones corrents però en elles es veia el dolor. En aquests casos provocava que les persones retratades apareguessin com éssers fora del comú i aïllats.
La forma de retratar que tenia Diane trencava la composició, ja que situava el personatge al centre mirant directament a l'objectiu, creant tensió i força. Ella treballava en un espai temporal i buscava que els seus models fossin plenament conscients que estaven sent retratats, participant activament en l'acció fotogràfica. Prèviament a la captura d’imatges, mantenia un contacte directe amb els retratats per tal d'assolir el que volia: una mirada nova amb fascinació.
L’obra fotogràfica de Diane Arbus ha influit a les següents generacions de creadors tals com Cindy Sherman, Nan Goldin, Robert Mapplethorpe, Gillian Wearing o Joel-Peter Witkin.

## Fotografies destacades
- Child with Toy Hand Grenade in Central Park (1962)
- Identical Twins (1967)
- Jewish Giant at Home with His Parents in The Bronx, NY (1970)

## Pel·lícula
Fur: An Imaginary Portrait of Diane Arbus (en anglès), traduït com a Retrat d'una obsessió, és el títol d'una pel·lícula de ficció produïda el 2006 en la que el personatge de Diane Arbus és el protagonista. Va ser dirigida per Steven Shainberg i protagonitzada per Nicole Kidman i Robert Downey Jr. i la trama, que és fictícia, se centra en un període de la vida de l'artista extret del llibre Diane Arbus: a Biography, de Patricia Bosworth.